# Kościół św. Piotra w Leicesterze (anglikański)
Kościół św. Piotra (ang. St. Peter’s Church) – zabytkowy kościół parafialny w mieście Leicester w Wielkiej Brytanii. Pod fundamenty kościoła położono kamień węgielny 14 listopada 1872 r. przez Biskupa Peterborough. Kościół zbudowany i konsekrowany 18 kwietnia 1874 r.
W kościele znajdują się organy wpisane w National Pipe Organ Register zbudowane przez Joshua Porritt w 1875 r., zmodyfikowane w 1910 przez Stephena Taylora.